# Święta Wilgefortis

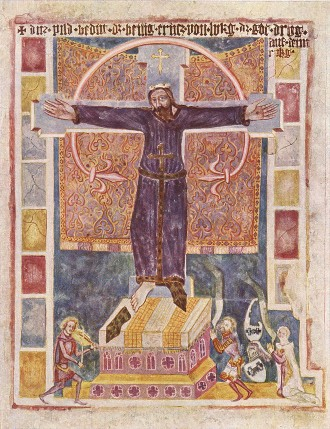
Jedno z dzieł przedstawiających św. Wilgefortis

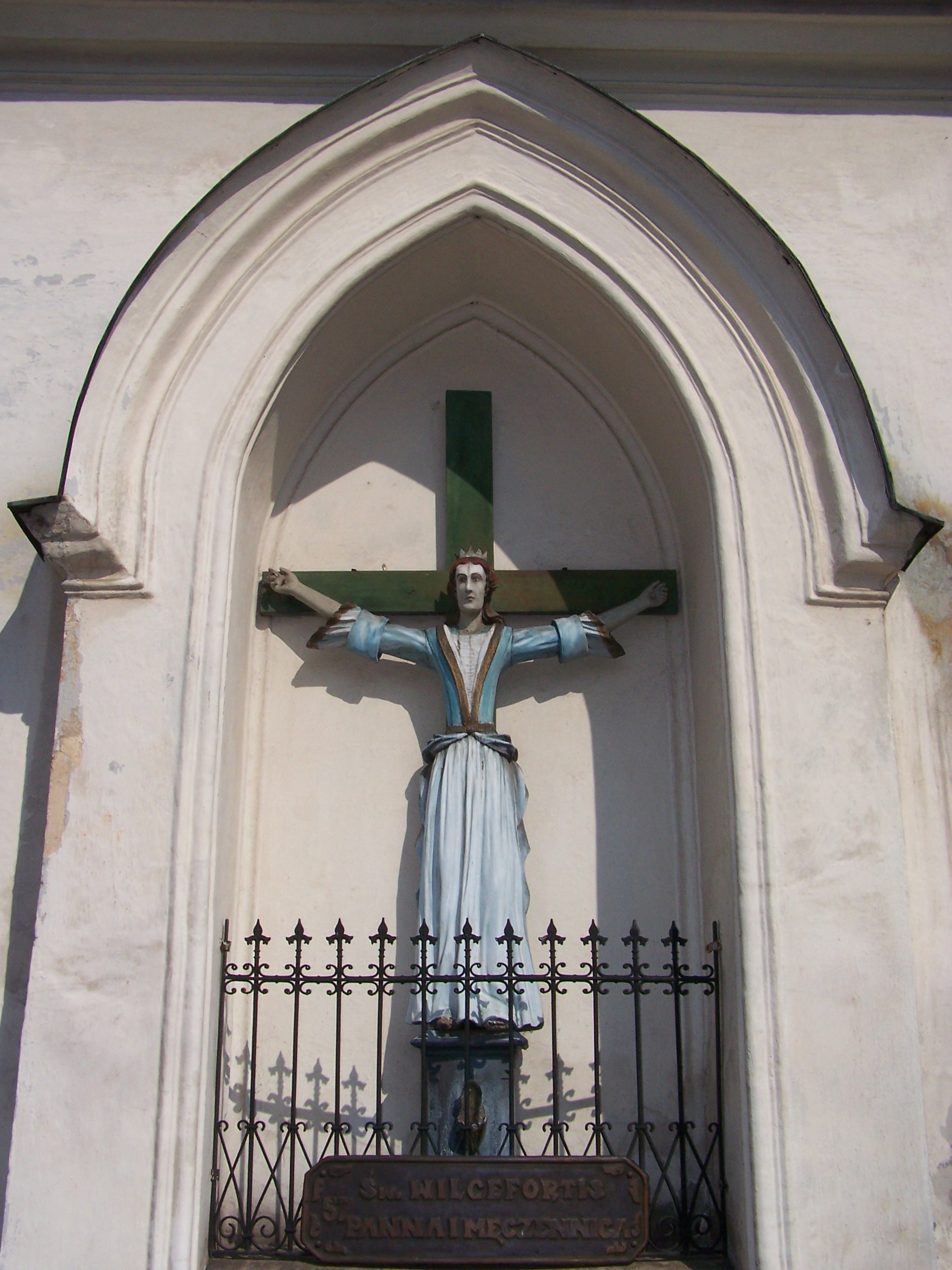
Figura św. Wilgefortis w Wambierzycach (wyjątkowo bez brody)

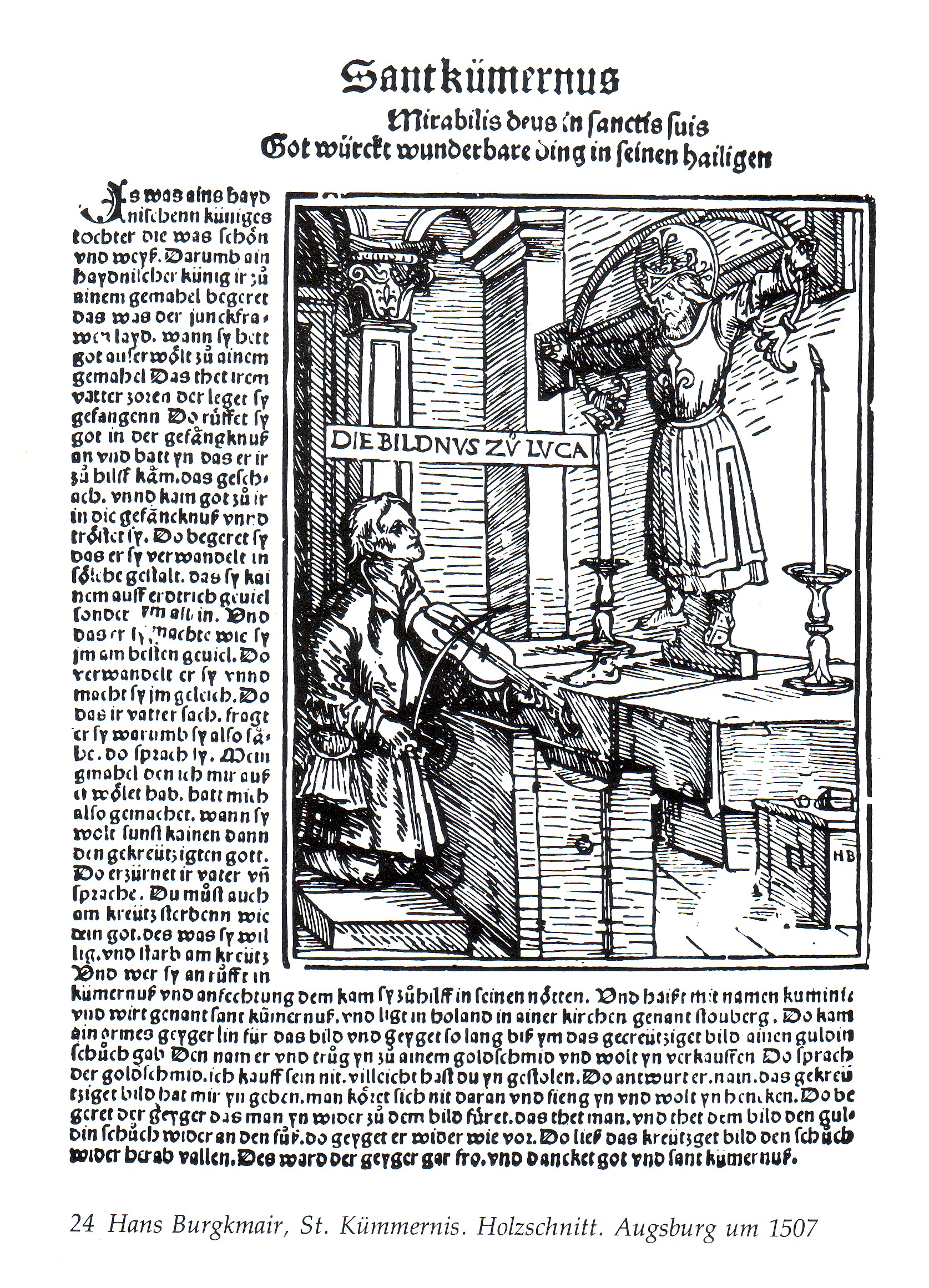
Hans Burgkmair starszy: St. Kümmernis de, Augsburg, ok. 1507

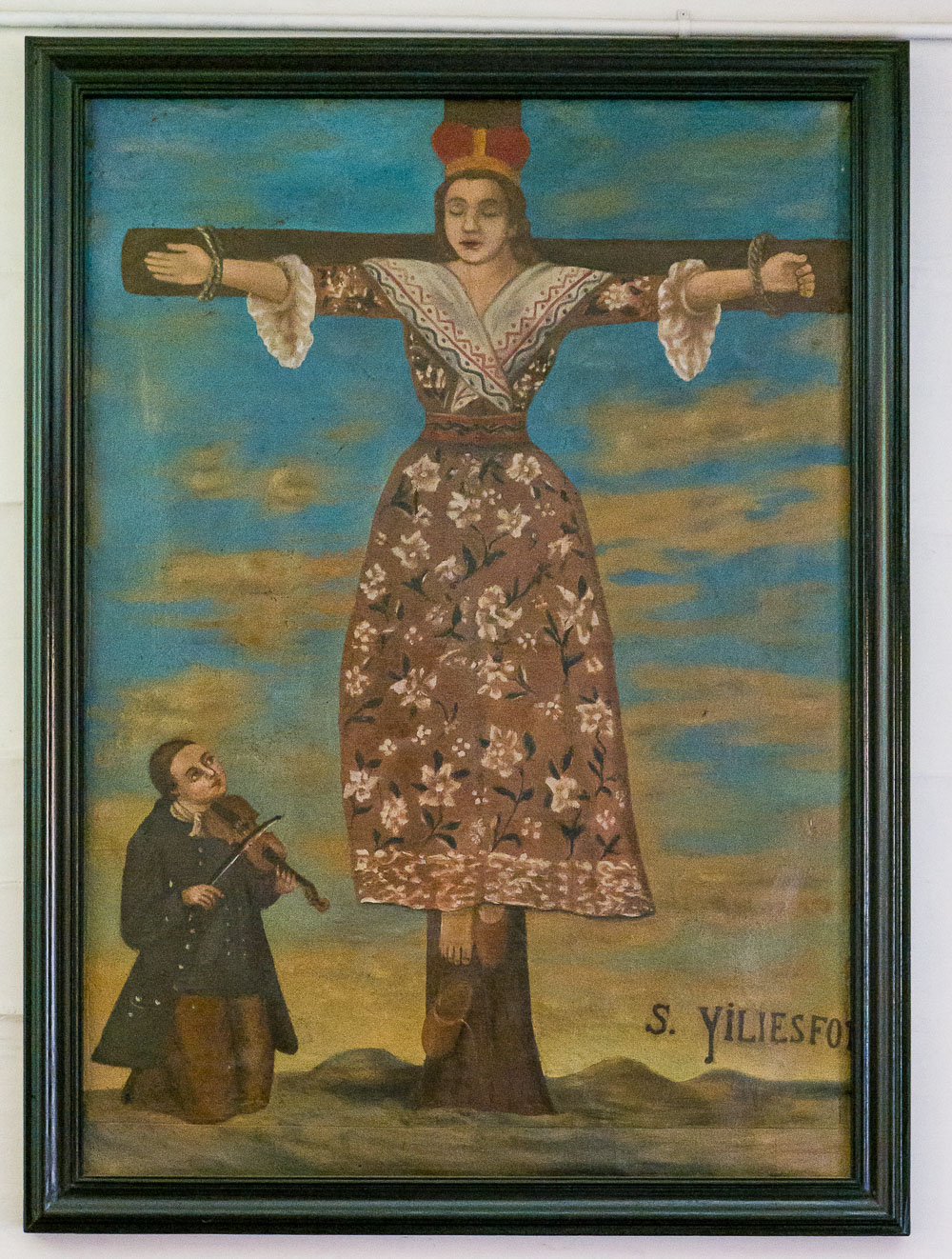
Kościół Narodzenia NMP w Krzeszowie nad Sanem

Święta Wilgefortis, zwana też Kumernis, Kummernis, Dzielną Dziewicą, świętą Liberatą – legendarna postać uznawana przez niektóre tradycje ludowe za świętą. Przedstawiana jako ukrzyżowana brodata kobieta, zwykle bez jednego buta (cudownie zrzucony).
Otoczoną kultem postać Wilgefortis wprowadzono do martyrologiów i wspominano 20 lipca. We współczesnym, posoborowym wydaniu Martyrologium Rzymskiego nie została wymieniona.

## Źródło legendy
Historyczność postaci jest powszechnie kwestionowana, również przez Kościół katolicki. Źródłem legendy są wczesnośredniowieczne przedstawienia Chrystusa ukrzyżowanego ubranego w szatę liturgiczną, by podkreślić kapłański wymiar ukrzyżowania; znane takie przedstawienie to Volto Santo (Święte Oblicze) z katedry San Martino w Lucce. Z biegiem czasu zaczęto go przedstawiać tylko w perizonium, a pamięć o dawnych przedstawieniach zanikła. Gdy więc znaleziono brodatą, ale bogato odzianą postać na krzyżu uznano, że musi być to kobieta, gdyż tak bardzo różniła się od znanych przedstawień Chrystusa.
Jej imię powstało ze zniekształcenia łacińskiego zwrotu virgo fortis – silna dziewica (lub dzielna dziewica).

## Legenda
Według legendy Wilgefortis była córką króla Luzytanii. Ojciec postanowił wydać ją za poganina, czego ona nie chciała. Skutkiem tego ojciec zamknął ją w ciemnicy. Przez noc żarliwie modliła się do Boga, aby uratował ją przed pogańskim ślubem. W wyniku długiej modlitwy wyrosła jej długa broda; oczywiście kandydat na męża nie chciał mieć brodatej małżonki i zrezygnował ze związku. Według innej wersji Wilgefortis była przypadkiem zjawiska znanego anorexia mirabilis – zaburzenia odżywiania polegającego na religijnym samogłodzeniu się. W wyniku niedożywienia wyrosła jej nadmierna ilość włosów na ciele i twarzy, co jest częstym objawem niedożywienia u kobiet. Rozwścieczony, bezduszny ojciec dziewczyny kazał ją ukrzyżować za sabotowanie związku. Wilgefortis zmarła na krzyżu. W rzeźbach i na obrazach jest przedstawiana jako przybita do krzyża, brodata postać o rysach kobiety. 

## Wilgefortis jakoandrogyne
Siła oddziaływania tej legendy wynika z tego, że odwołuje się ona do jednego z najstarszych i najgłębiej w kulturę wpisanych mitów i archetypów – androgyne, ponieważ ukazuje przekroczenie biologicznych granic pomiędzy płciami.

## Wilgefortis w sztuce
Z tych samych względów postać ta jest wciąż inspirująca dla artystów różnych dziedzin sztuki.
- Wątek Wilgefortis powraca w książce Olgi Tokarczuk Dom dzienny, dom nocny[4].
- Teatr Wierszalin wystawił sztukę Ofiara Wilgefortis na podstawie średniowiecznej legendy i książki Olgi Tokarczuk. Spektakl został zaprezentowany we wrześniu 2000 roku na wystawie Expo w Hanowerze w ramach polskiej oferty kulturalnej[4].
- Teatr Muzyczny w Gdyni wystawił sztukę Kumernis Agaty Dudy-Gracz w jej reżyserii[5].
- Legenda Wilgefortis oraz poświęcony jej zakon brodatych kobiet jest ważnym wątkiem w komiksie Castle Waiting aut. Lindy Medley.